# Auramin O
Auramin O ist ein Farbstoff aus der Gruppe der Diphenylmethinfarbstoffe, der in der Auramin-Rhodamin-Färbung sowie zum Färben von Papier, Textilien und Leder eingesetzt wird. Es ist das Hydrochlorid der Auramin-Base.

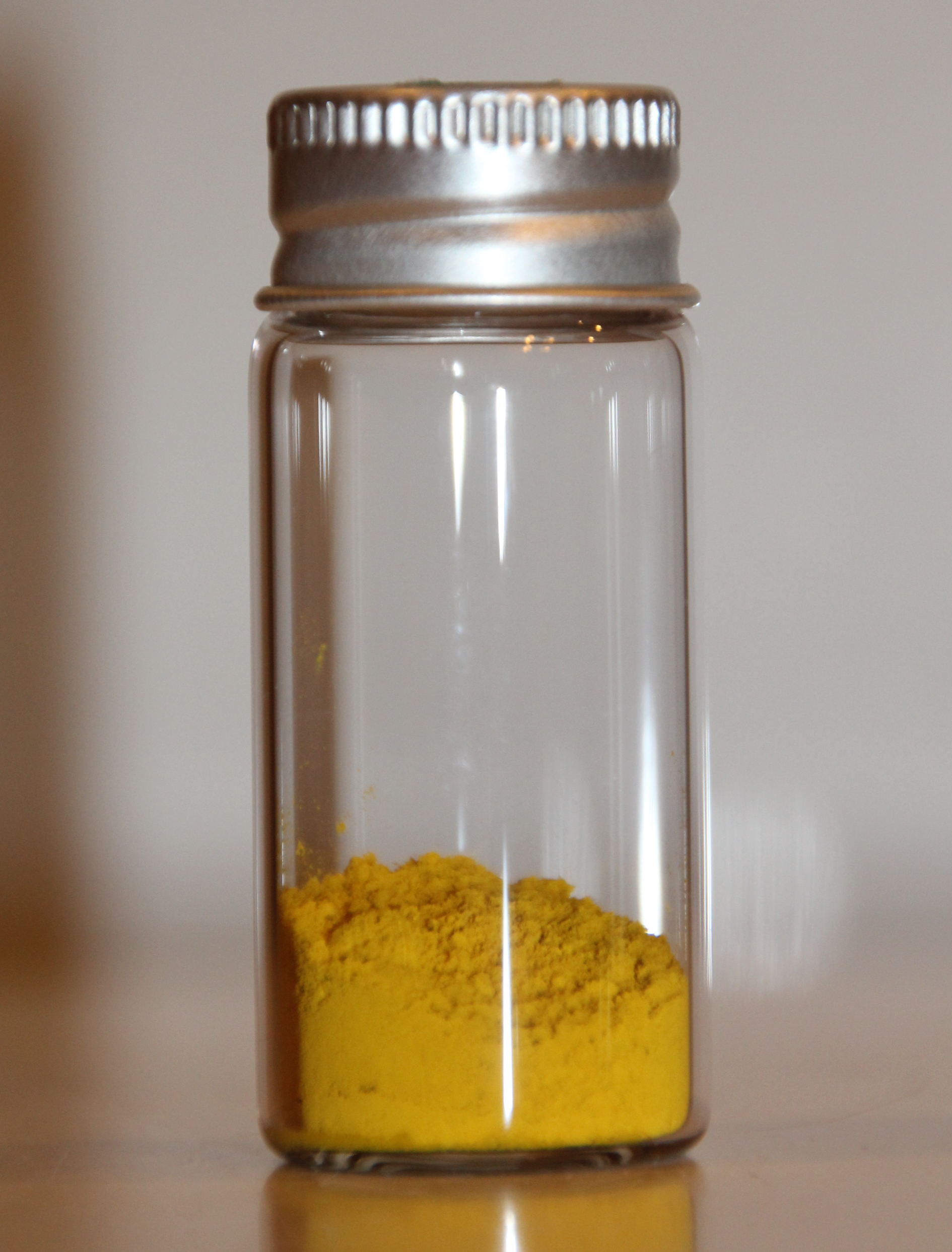
Auramin O als Feststoff
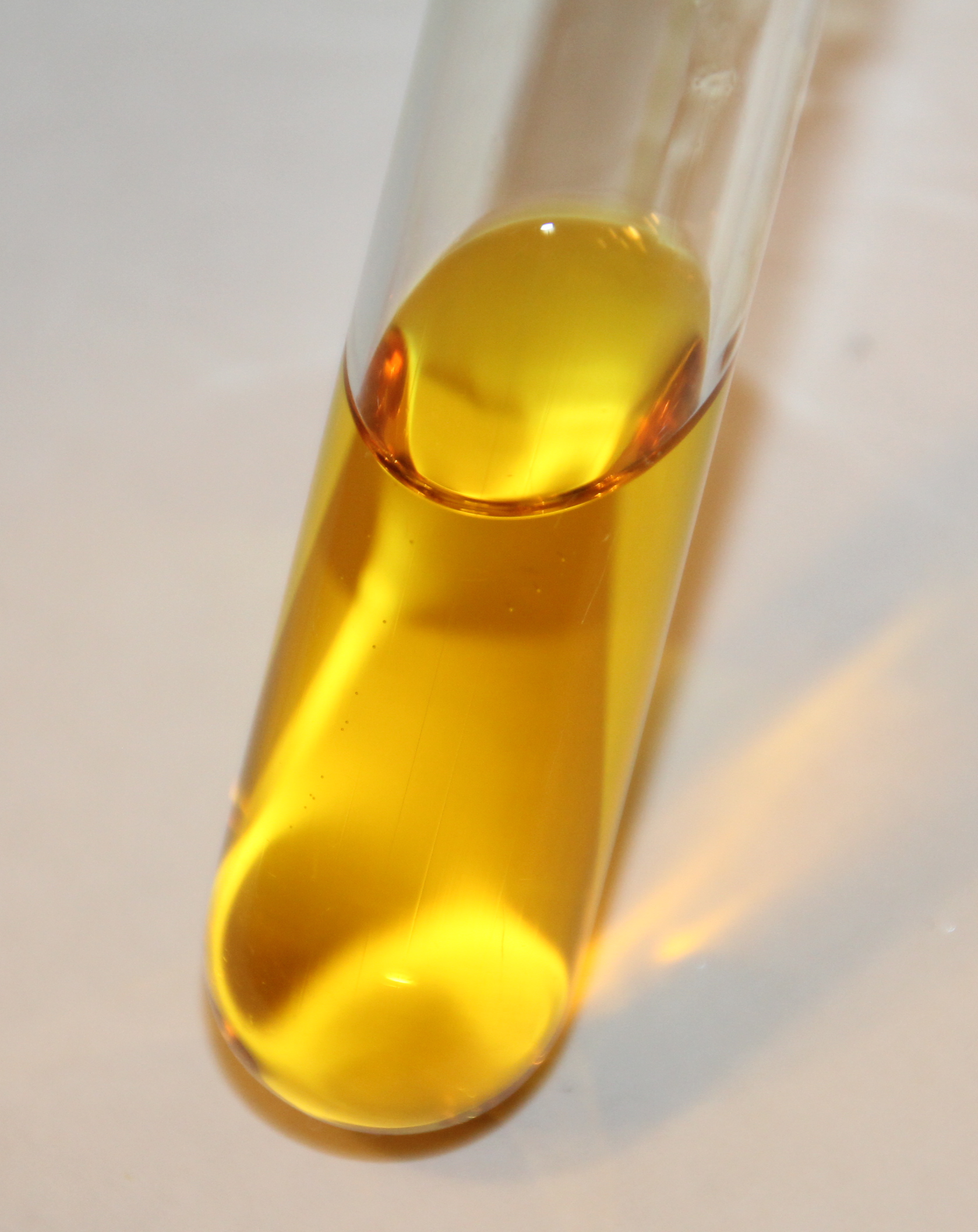
Auramin O in wässriger Lösung

## Darstellung und Gewinnung
Auramin kann durch Umsetzung der Michler-Base [4,4′-Bis(dimethylaminodiphenyl)methan] mit Harnstoff, Amidosulfonsäure, Schwefel und Ammoniak bei 175 °C gewonnen werden.
Ein anderes Verfahren ist die Kondensation von N,N-Dimethylanilin mit Formaldehyd und anschließender Reaktion mit Schwefel, Ammoniak und Ammoniumchlorid.